# Louis Spohr
Pour les articles homonymes, voir Spohr.
Louis Spohr, né Ludwig Spohr le 5 avril 1784 à Brunswick dans la principauté de Brunswick-Wolfenbüttel au Nord du Saint-Empire et mort le 22 octobre 1859 à Cassel, est un compositeur, violoniste, chef d'orchestre et pédagogue allemand. Il a toujours signé ses œuvres avec la forme française de son prénom, comme il était courant à l'époque (voir par exemple Beethoven), et c'est comme Louis (et non Ludwig) Spohr qu'il est aujourd'hui mondialement reconnu (contrairement au cas de Beethoven).
Alors qu'il était considéré par ses contemporains l'égal de Haydn, Mozart et Beethoven, la réputation de Spohr a été rétrogradée par la postérité – en raison du maniérisme et des répétitions stylistiques notamment – au même titre que celles de Gluck, Cherubini et Hummel. Son œuvre est prise entre la clarté et le formalisme du classicisme (Figaro de Mozart) et les expérimentations associées au romantisme du XIXe siècle (Tristan de Wagner). La parution du catalogue thématique Göthel au début des années 1980, a marqué un renouveau de l'intérêt musical pour ses œuvres et de sa position historique. Depuis une petite vingtaine d'années, grâce au disque et à la mise en scène de ses opéras, il est possible d'avoir une évaluation plus judicieuse de l'artiste et de son influence sur ses contemporains.

## Biographie

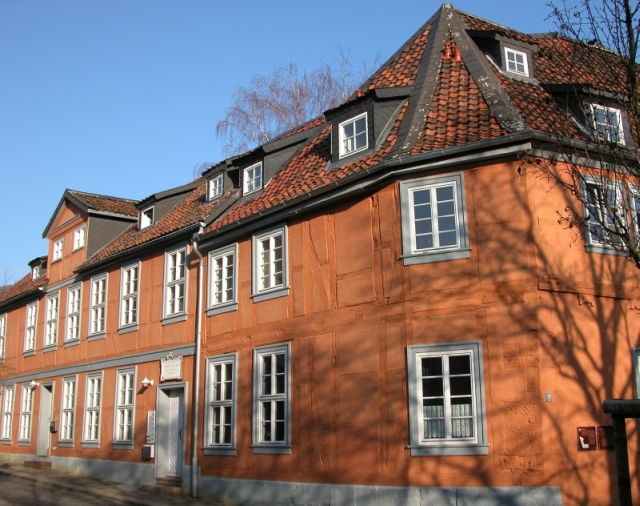
Maison natale de Spohr.

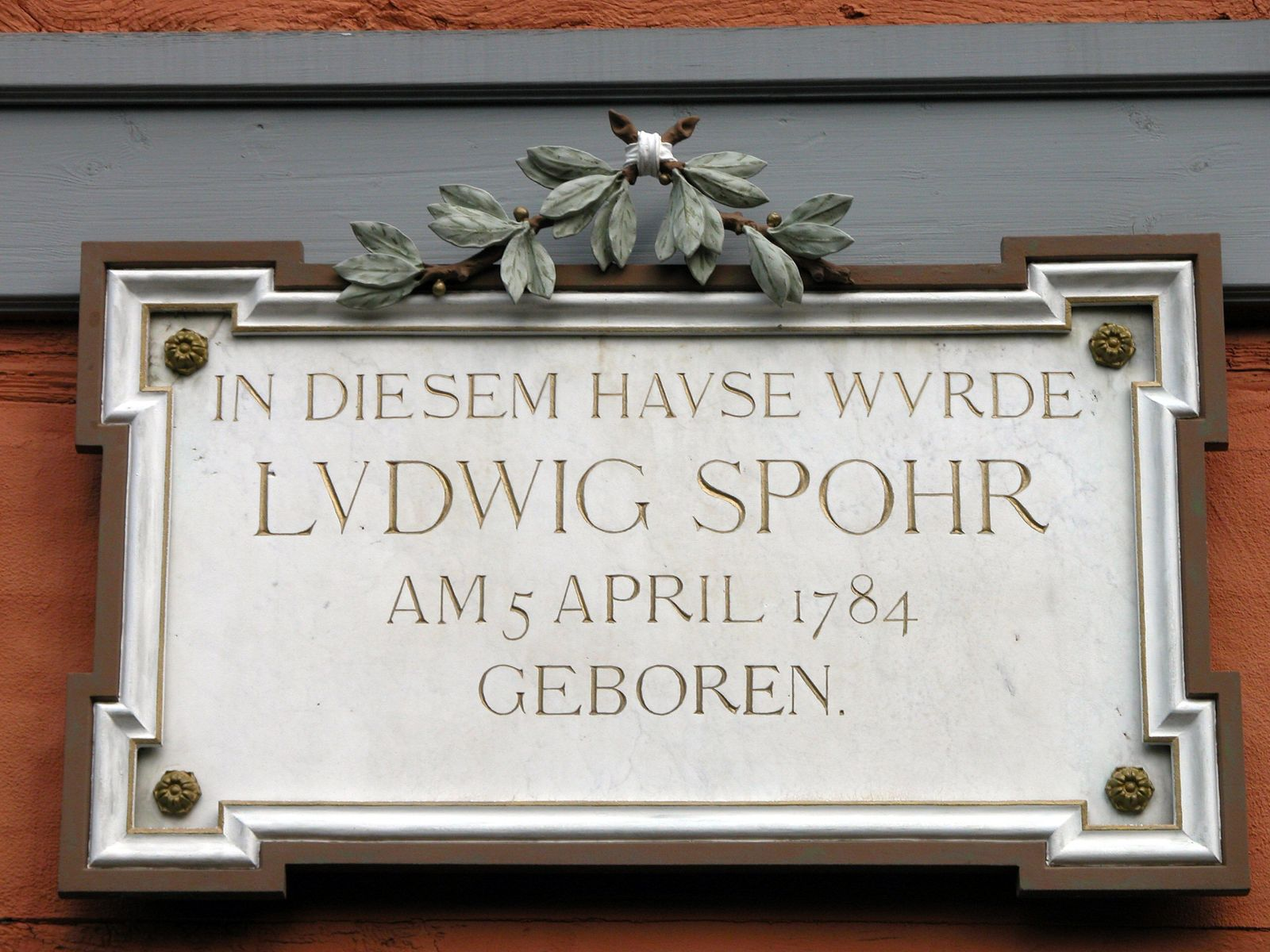
Plaque commémorative apposée sur la maison natale.

Louis Spohr est issu d'une famille cultivée et musicienne. Son père, Karl Heinrich (1756-1843), médecin, est aussi flûtiste ; sa mère, Ernestine Henke (1763-1840), est chanteuse et pianiste amateur. Tous deux poussent l'enfant dans l'étude du violon, dès l'âge de cinq ans. Il est d'abord l'élève d'obscurs professeurs : du Français Dufour, puis de Kunisch et de Maucourt. Il étudiera également l'orgue. Spohr cultive aussi la peinture. Il eut six frères et une sœur.

### Brunswick
À 15 ans, il entre dans l'orchestre ducal du duc Charles-Guillaume-Ferdinand de Brunswick, puis, avec le soutien du duc, poursuit ses études avec le virtuose Franz Anton Eck (1774–1804) dans un voyage d'étude d'une année à Saint-Pétersbourg, lieu très prisé à l'époque par les compositeurs. Il y fait la connaissance de John Field et de Muzio Clementi, y écoute Ferdinand Fränzl (1802).
À partir de 1800, il écoute les opéras français issus de la Révolution, notamment Les deux journées ou le porteur d'eau de Cherubini, œuvre au succès constant jusqu'en 1830 ou 40. Toute cette musique, née pendant la Révolution ou La Terreur, contient nombres d'accents préromantiques importants pour la formation de ce courant musical, en devenir à l'époque.
Il découvre aussi parmi les violonistes de son époque, dont il adopte les principes, Viotti ainsi que ses élèves Kreutzer et surtout le français Pierre Rode qui est à l'origine de sa vocation. Spohr compose sa première œuvre importante, le concerto pour violon opus 1 (1803).
Il entreprend alors une tournée à travers toute l'Allemagne (Berlin, Dresde, Hambourg) où il est acclamé en tant que violoniste (1804), notamment à Leipzig le 10 décembre 1804 par le très influent critique de la revue La Grande Aveugle (Allgemeine musikalische Zeitung), Johann Friedrich Rochlitz (1769–1842). Ce dernier commente en ces termes la venue du virtuose-compositeur :

« Monsieur Spohr fait sans aucun doute partie des plus remarquables violonistes de notre temps, et particulièrement lorsqu'on considère sa jeunesse, ce qu'il réalise susciterait l'étonnement s'il était possible de passer du ravissement au froid étonnement […]. Ses concertos comptent parmi les plus beaux qui existent et aucun ne surpasse celui en ré mineur, que ce soit au niveau de l'invention, de l'âme et du charme, ou au niveau du sérieux et de la profondeur. Il penche avant tout vers la grandeur et l'exaltation dans une douce mélancolie. »

### Gotha (1805-1812)

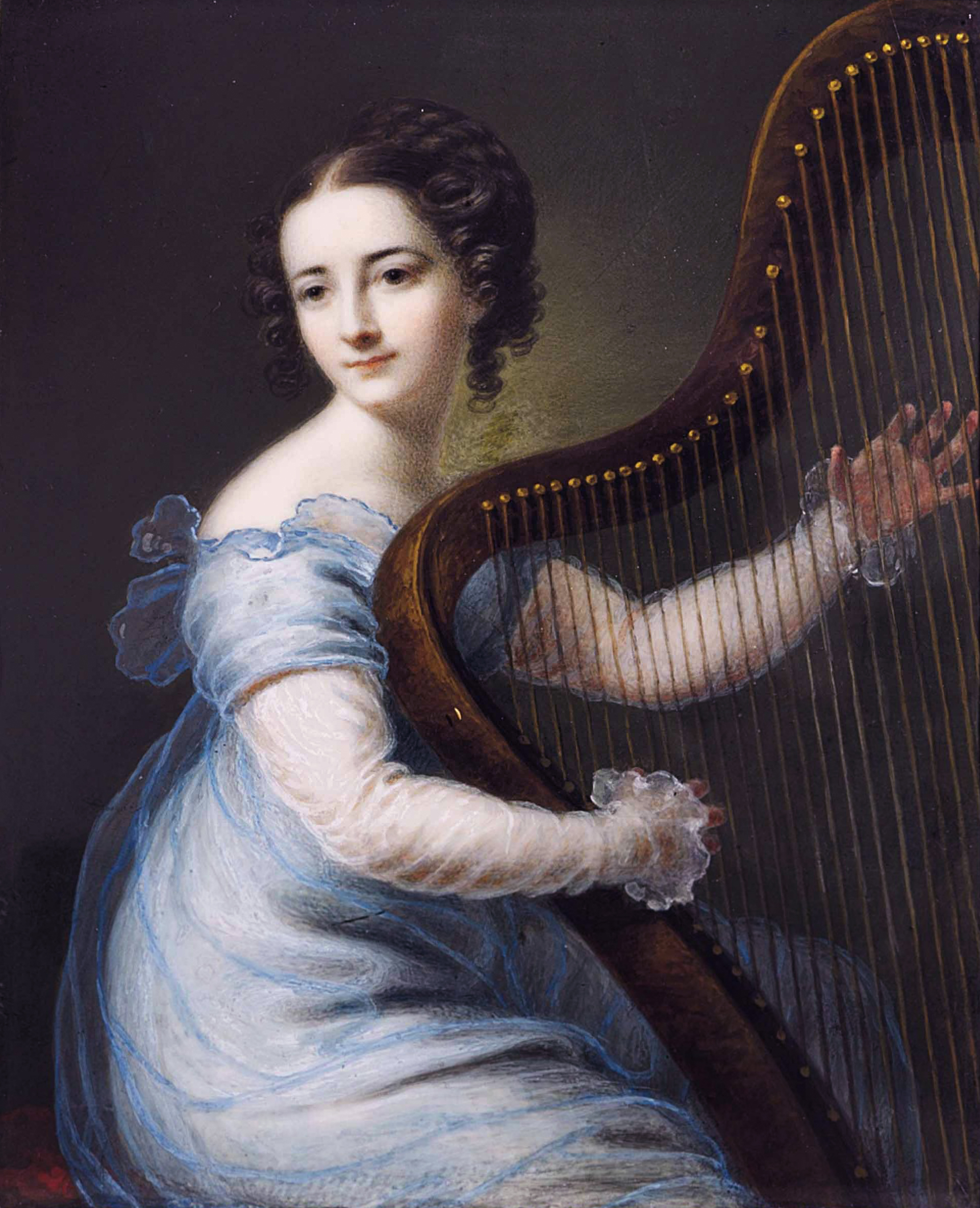
Dorette Scheidler (Carl Gottlob Schmeidler).

De 1805 à 1812, Spohr occupe les postes de maître de chapelle à la cour ducale de Gotha, et de premier solo à l'Orchestre de Vienne. Le 2 février 1806 à Gotha, il épouse la harpiste (Dorothea Henriette dite) Dorette Scheidler (1787–20 novembre 1834), fille d'un chanteur de la cour, dont il aura trois filles – et un garçon mort en bas âge. Dès leur union, il voyage (et se produit en concert) avec elle à travers l'Europe en Italie (1816-1817), en Angleterre (1820) puis à Paris (1821), où il rencontre Cherubini.
C'est l'époque de la composition de sa Première symphonie, opus 20 (1811) qui reçut l'éloge de E.T.A. Hoffmann.
Il rejoint la loge maçonnique Ernst zum Compaß de Gotha.

### Vienne (1813-1815)

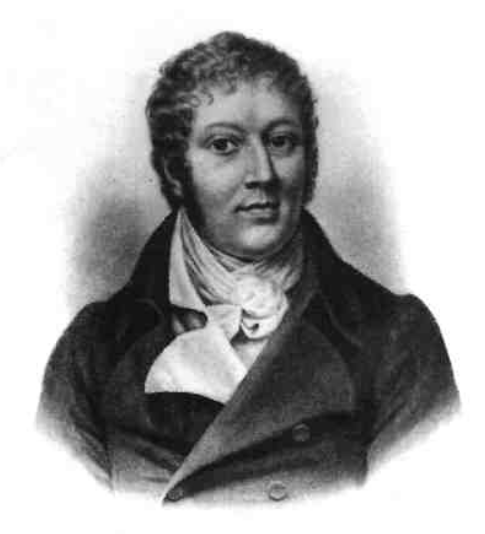
Louis Spohr en 1815 (gravure anonyme).

De 1813 à 1815, Spohr devient chef de l'orchestre du prestigieux Theater an der Wien à Vienne. C'est l'époque de ses liens personnels avec Ludwig van Beethoven. Il participe notamment à la création de la Septième symphonie et de La Victoire de Wellington (concert du 8 décembre 1813 conduit par Beethoven). Spohr, dans son autobiographie rapporte le concert : 

« C'est à ce concert que je vis pour la première fois Beethoven diriger, et j'en fut très surpris. Il avait l'habitude d'indiquer à l'orchestre les nuances qu'il désirait obtenir, par de curieux mouvement de tout son corps. Ainsi pour un sforzando, il écartait violemment les bras qu'il tenait auparavant croisés sur sa poitrine. Pour un piano, il abaissait parfois jusqu'à disparaître sous le pupitre. À un crescendo, il remontait graduellement jusqu'à atteindre le forte où il se tenait debout sur toute sa hauteur ; et sans s'en rendre compte, il lui arrivait parfois de crier !... Le malheur, c'est que sa surdité mettait souvent ses gestes en contradiction avec les nuances de l'exécution. Lorsqu'il s'en apercevait, il tâchait de deviner aux mouvements de l'archet de Schuppanzigh l'endroit où l'on était. »

C'est à cette époque qu'il compose quatre quatuors, ses deux premiers quintettes à cordes opus 33, son octuor et une cantate, Das befreite Deutschland (« L’Allemagne libérée »). Les œuvres sont commandées par Johann Tost, ancien violoniste de l'orchestre d'Esterháza où travaillait Haydn. Pour lui, Haydn écrivit ses quatuors op. 54, 55 et 64. Mozart lui-même avait reçu commande des quintettes KV. 593 et KV. 614.
Quand il composait une œuvre, Spohr, ne jouant que passablement du piano, allait immanquablement chez son ami Meyerbeer qui, au clavier, interprétait la partition à vue, tandis que Spohr chantait ou sifflait les parties chantées.

#### Faust
Son Faust, composé trois ans auparavant (mai à mi-septembre 1813), sur un livret de Joseph Carl Bernard (de) (1780-1850), fut créé le 1er septembre 1816 par son ami Carl Maria von Weber au théâtre des États de Prague. Le Singspiel avait été refusé à Vienne l'année précédente par le directeur du théâtre, le comte Ferdinand Pálffy von Erdöd, ce qui entraîna la démission de Spohr du Theater an der Wien.
On le considère comme le modèle de l'opéra romantique (avec ceux de Weber) et il eut lui-même pour modèle le Don Giovanni de Mozart (créé à Prague lui aussi) qui passait pour « l'œuvre d'art romantique la plus parfaite ». L'œuvre n'est pas tirée de la pièce de Gœthe dont la première partie seulement n'était parue qu'en 1808 (et la seconde en 1832), mais d'un livret inspiré du roman Fausts Leben, Thaten und Höllenfahrt (de) (Vie, actions et descente en enfer de Faust) paru en 1791, du poète Friedrich Maximilian Klinger, lui-même soutenu par le grand Gœthe. Klinger ne s'est inspiré de Gœthe que pour la scène des sorcières du Blocksberg.
La partition brosse un portrait sensible des émotions, et le chant autant que le drame sont passionnants. Certaines scènes (Blocksberg) inspirent à Spohr des sonorités féeriques qui seront reprises par Carl Loewe, Mendelssohn dans Le Songe d’une nuit d’été ou la Nuit de Walpurgis, et Weber dans Le Freischütz.
L'opéra ne connut que quelques représentations, le public viennois n'appréciant guère l'opéra  allemand. L'œuvre fut jouée à Berlin en 1829, à Paris l'année suivante, et fit sa carrière surtout dans les pays germanophones.

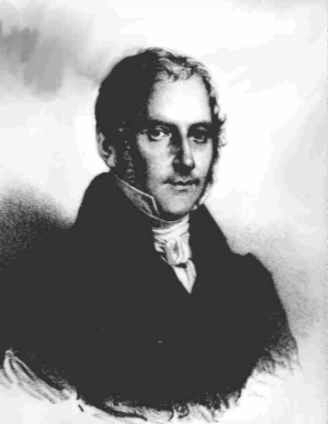
Louis Spohr.

À la demande de la reine d'Angleterre en 1852, Spohr remaniera sa partition en italien, transformera les dialogues en récitatifs et restructurera l'œuvre en trois actes au lieu de deux à l'origine. Ainsi remanié, il fut présenté comme grand opéra au Royal Italian Opera House, Covent Garden.
Faust est resté au répertoire jusqu'en 1883, parfois repris ponctuellement en concert par la suite.

### Francfort (1817-1822)
Après avoir démissionné de son poste viennois, il fut nommé à l'opéra de Francfort dont il assura la direction de 1817 à 1819. À cette occasion il reprit ses opéras, dont Faust (15 mars 1818) y ajoutant, au premier acte, un récitatif et une aria pour Faust.
Il monte aussi des opéras de Rossini. Si Spohr avoue ne pas aimer les Italiens, il intègre quelques italianismes à ses productions vocales de l'époque, notamment Zémire et Azor sur un livret de Marmontel qu'avait déjà mis en musique Grétry., Il en rend compte dans ses Mémoires :

« Si peu que j'admire la musique de Rossini, le succès que Tancrède avait remporté à Francfort ne fut pas tout à fait sans influencer le style de mon nouvel opéra… C'est ce qui explique que la musique de Zémire et Azor ait tant de coloratures et d'ornements vocaux. »

En 1820 il se produisit à Londres, lors de la première de ses six visites en Angleterre, en tant que chef d'orchestre et soliste. Durant les quatre mois de son séjour, il  écrivit sa Seconde symphonie opus 49, à l'influence haydnienne.

### Cassel (1822-1859)

Louis Spohr en 1824 à Cassel. Huile sur toile du peintre suisse Johann August Nahl le jeune (1752–1825).

Entre 1822 à 1857, il fut nommé Hofkapellmeister à vie, à la cour de l'Électeur de Hesse-Cassel, sur la recommandation de Weber qui avait refusé ce poste. Il y dirigea, entre autres, des œuvres de Richard Wagner, monta Le Vaisseau fantôme en 1843, et Tannhäuser en 1853. Avec un chœur spécialisé dans l'interprétation de la musique ancienne « Cäcilien-Verein » (La Société Sainte-Cécile), que Spohr avait constitué dès son arrivée à Cassel, il se livra à une étude systématique des œuvres de Bach, donnant la Passion selon saint Matthieu à de multiples reprises, ainsi que des œuvres à plusieurs chœurs de Leonardo Leo (1694-1744), Gregorio Allegri (1582-1652) et Antonio Lotti.
Pendant toute cette période de Cassel, jusqu'à la fin de sa vie, chaque hiver, il organisa un festival de concerts de musique de chambre où se jouèrent ses propres quatuors et quintettes, les grands classiques, et ceux de Fesca et de George Onslow.

#### «Jessonda»
C'est à Cassel pour le 46e anniversaire du prince Guillaume, en 1823, que fut créé Jessonda dont l'action se situe à Malabar. L'opéra est créé à Leipzig l'année suivante. L'œuvre, inaugurant une mise en musique continue, comme à la même époque, l’Euryanthe de Weber, peut être considérée comme son chef-d'œuvre dramatique. Elle fut admirée par Wagner, Johannes Brahms ou Antonin Dvořák et resta au répertoire jusqu'en 1914.
Spohr est toujours inspiré par Mozart : on retrouve notamment des éléments de l’Enlèvement au Sérail. La création fut accompagnée d'un article-manifeste « où il appela ses confrères à cultiver la forme « durchkomponiert » (intégration de l'architecture musico-dramatique) », terme qui désigne l'orchestration entière de l'opéra.
L'air de l'Héroïne au premier acte, Bald bin ich ein Geist geworden, alors qu'elle attend la mort sur le bûcher est empreint de renoncement et de paix intérieure, et est sans doute un des moments les plus pathétiques de l'opéra romantique naissant.

#### Maturité et reconnaissance
Après la mort de Carl Maria von Weber en 1826, et de Ludwig van Beethoven en 1827, Spohr devint pour ses contemporains le compositeur le plus important du moment. C'est alors qu'il renoua avec le genre symphonique avec la composition de sa Troisième symphonie opus 78, l'une des œuvres les plus appréciées et jouées de son temps, mais vite oubliée ensuite. Le mouvement lent est « l'un des plus grands moments du romantisme musical ».

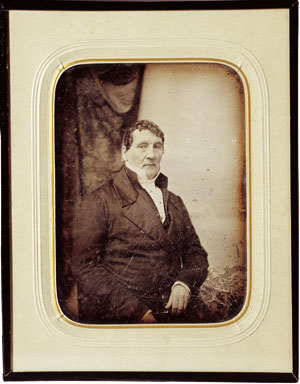
Louis Spohr, daguerréotype.

Ayant perdu sa femme Dorette en 1834 après vingt-huit ans de mariage, il épousa la pianiste Marianne Pfeiffer (1807-1892), âgée de vingt-neuf ans, le 3 janvier 1836 à Cassel. En juin 1838, il perdit Thérese, une de ses filles, âgée de dix-neuf ans. Ces évènements tragiques entraînèrent un ralentissement de sa production, sauf dans le domaine du lied. Son remariage favorisera la naissance d'œuvres de chambre avec piano. De la même année (1838) date sa rencontre avec Robert Schumann à Leipzig.
En 1844, à Brunswick un festival lui est dédié, et pour sa vingt-cinquième année de travail à la cour, il est fait Generalmusikdirector.
En 1847, il compose pour Londres sa Huitième symphonie opus 137 et en avril 1850, âgé de 66 ans, il achève sa dernière Symphonie, intitulée Les Saisons opus 143. Une dixième restera inachevée.
Spohr était un démocrate convaincu, à l'esprit républicain. Il avait salué la révolution de 1848 sur ses manuscrits ou son catalogue : Au temps de la glorieuse révolution populaire, pour le réveil de la liberté, de l'union et de la grandeur de l'Allemagne, dit-il en face de son grand sextuor à cordes opus 140. En 1848, il se rendit à Cassel et Francfort pour discuter avec les députés de l'Assemblée Nationale notamment le poète Ernst Moritz Arndt et le président du Parlement Heinrich von Gagern. Mais toute sa vie, il s'était engagé en faveur des droits des citoyens et contre le despotisme des souverains.
C'est contre son gré qu'en décembre 1857 il est mis à la retraite par le Prince Électeur de Hesse en raison de ses constants litiges avec la cour. À la même époque, une fracture du bras gauche l'empêche de jouer.
Vers 1857-59, il reçoit la visite d'un compositeur nommé Johannes Brahms, alors en séjour à Detmold.
Il meurt le 22 octobre 1859 à Cassel.
En 1860 et 1861 paraissent, à titre posthume, les deux volumes de son Selbstbiographie (Autobiographie), laquelle fut traduite en anglais et publiée dès 1865. L'auteur n'hésite pas à critiquer tout ce qu'il a entendu, et à rapporter nombre de tableaux de la société musicale de l'époque, et notamment le dernier Beethoven qu'il ne comprend pas.

## L'œuvre

### Pédagogique
Spohr eut une vie pédagogique intense puisqu'on lui a dénombré, paraît-il, cent quatre-vingt-sept élèves, provenant du monde entier, dont Ferdinand David (1810-1873), Bernhard Molique (1802-1869), Ole Bull (1810-1880), Norbert Burgmüller, Moritz Hauptmann (1792-1868), Johann Peter Emilius Hartmann, Fredrik Pacius, August Pott (1806-1883) et August Wihelmj (1845-1908).
Ses principes étaient issus de la branche dite « Philanthropistes » ou aussi réforme pédagogique de Basedow, qui insistait sur la nécessité pour les élèves de s'ouvrir, non seulement sur la pratique de l'instrument ou la connaissance de la musique, mais aussi s'adonner à l'apprentissage des langues, pratiquer la culture physique, visiter les expositions d'art...
Il publia une méthode de violon, Violinschule [L'École du violon] (éd. Tobias Haslinger, Vienne 1832), traduite en France par Heller, vers 1840, éd. Richault.
On peut le considérer comme une sorte d'antithèse de Niccolò Paganini pour qui il avait une grande admiration. Il a cependant parfois joué en duo avec lui, contrairement à nombre de ses contemporains [réf. nécessaire]. Dans ses compositions, il refusa les excès de virtuosité, renonçant par exemple au rebond de l'archet sur les cordes.
Vers 1820, il inventa la mentonnière pour répondre aux exigences de la virtuosité croissante du répertoire. La main gauche étant plus libre de ses mouvements et l'instrument plus stable. En 1833 il décrit cette invention pour le grand public dans sa Violinschule (Méthode pour le violon) que lui et ses élèves avaient utilisés avec succès depuis plus de 10 années.
Spohr a aussi légué à la postérité les lettres de repères sur les partitions pour faciliter les répétitions d'orchestre, ainsi que la baguette de direction moderne. Dans son autobiographie on peut lire la découverte de l'innovante technique de direction, qu'il imposa en 1820, lors de son premier voyage à Londres :

« Il était alors encore d'usage pour le pianiste, dans les symphonies et les ouvertures, d'avoir la partition devant lui, non pas pour diriger à partir d'elle, mais seulement pour suivre et pour jouer à son gré avec l'orchestre, ce qui lorsqu'on l'entendait, était d'un effet tout à fait déplorable. Le chef véritable était le premier violon, qui donnait les tempos et qui, de temps à autre, lorsque l'orchestre commençait à fléchir, indiquait la mesure avec l'archet. J'étais décidé lorsque ce serait mon tour de diriger, à essayer de remédier à cette situation navrante. Je me plaçai avec la partition sur un pupitre spécial devant l'orchestre, tirai ma baguette de la poche et fis signe de commencer. Très effrayés par une telle innovation, certains des directeurs voulurent protester là contre ; mais lorsque je les priai de m'accorder au moins un essai, ils se calmèrent. Contraints ainsi à une attention inhabituelle, et dirigés avec assurance au moyen d'une battue visible, tous jouèrent avec une fougue et une exactitude qu'on ne leur avait jamais entendues. Surpris et enflammé par ce succès, l'orchestre fit connaître aussitôt après la première partie de la symphonie son assentiment collectif à ce nouveau mode de direction. Le triomphe de la baguette fut incontestable, et depuis lors on ne voit plus personne assis au piano pendant les symphonies et les ouvertures. »

### Musicale

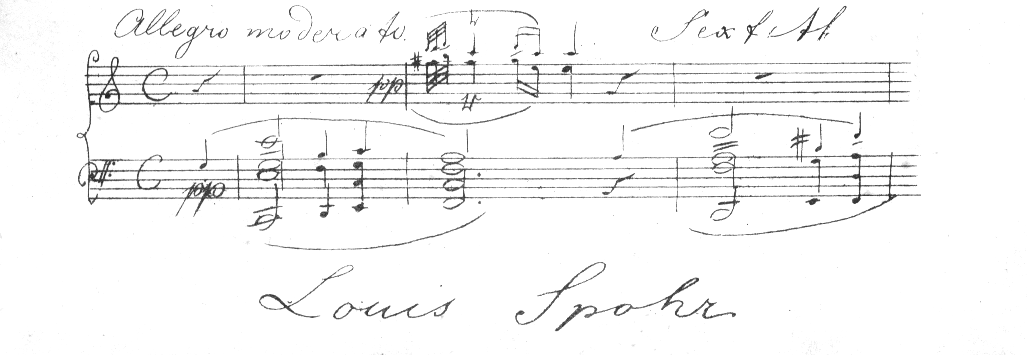
Autographe et signature de Spohr.

Spohr est l'un des principaux représentant de la tradition classique finissante. Il est le maillon entre la symphonie classique et la symphonie romantique, un fidèle continuateur de la symphonie haydnienne par son sens de l'économie des motifs et des proportions heureuses entre matériel thématique et développement. Malgré un conservatisme dans la forme et un style somme toute très proche de Mendelssohn, il s'avéra très fécond, doué et habile dans tous les domaines. Il cultiva une tendance aux expérimentations de combinaisons rares d'instruments : lieder avec violon ou clarinette, doubles quatuors, une symphonie pour deux orchestres, et même un concerto pour quatuor à cordes... Ses recherches sur le chromatisme, dont il abusa dans la dernière partie de sa vie furent critiquées par les plus grands de ses contemporains, dont Beethoven et Schumann qui résument leur sentiment sur cette tendance :

« Spohr est trop riche dans ses dissonances ; le plaisir qu'on prend à sa musique est gâché par sa mélodie chromatique. »

— Beethoven

« Spohr est un mollusque, mais c'est un noble mollusque ! »

— Schumann
Ami de Weber, côtoyant Wagner, Liszt et Berlioz, il ne possédait toutefois pas leur énergie, leur inventivité ni leur inspiration. Jouissant de son vivant de notoriété dans toute l'Europe (mais pas en France), aussi bien en tant que virtuose, pédagogue ou compositeur, il restera néanmoins aux limites d'un discours d'expression mélodique, davantage que la description romantique des sentiments. Ceci le classe comme représentant musical du style Biedermeier.
Son modèle reste d'abord celui du Wolfgang Amadeus Mozart de la Flûte, puis de Franz Schubert et des premières œuvres de Ludwig van Beethoven. Il rejettera ce dernier dès le Quatuor op. 59, les 5e et 7e Symphonie bien qu'il ait continué à interpréter et à diriger ces œuvres. Il n'hésita pas à écrire dans ses Mémoires : 

« Dans la Neuvième Symphonie, je vois une nouvelle preuve à l’appui de cette idée, qu'il manquait à Beethoven, une imagination esthétique et le sens de la beauté. »

Compositeur des plus adulés et célébrés de son vivant, il est presque entièrement délaissé après sa disparition, balayé par les nouvelles idées du romantisme, sauf en Angleterre : pendant tout le XIXe siècle il y est si populaire que Gilbert et Sullivan le citent à l'instar de Bach et de Beethoven dans l'acte 2 du Mikado (1885)... Même si à la même époque, l'écrivain et critique musical Bernard Shaw rend compte d'une critique corrosive :

« Tout allait pour le mieux, jusqu'au moment où l'on offrit un sacrifice au pseudo-classicisme sous la forme d'un insipide trio de Spohr — du Mozart allongé d'eau, comme d'habitude. »

Depuis 1954, il existe un prix Spohr (Louis Spohr Musikpreis) décerné à des compositeurs de tous pays. Il est doté de 10 000 €.

## Catalogue des œuvres
Spohr a composé plus de 270 œuvres, réparties dans un catalogue d'opus (plus de 150) et un catalogue d'œuvres sans numéro WoO.

### Concertos ou œuvres concertantes

#### Concertos pour violon
- 18 concertos pour violon et orchestre
  - Concerto pour violon en sol majeur, WoO 9 (vers 1799)
  - Concerto pour violon en mi mineur, WoO 10 (1803)
  - Concerto pour violon n° 1 en la majeur, op. 1 (1802, pub. 1803)
  - Concerto pour violon en la majeur, WoO 12 (1804, pub. 1955) - (I. Adagio-Allegro, II. Adagio, III. Rondo)
  - Concerto pour violon n° 2 en ré mineur, op. 2 (1804, pub. 1805) - (I. Allegro moderato, II. Adagio, III. Alla Polacca)
  - Concerto pour violon n° 3 en do majeur, op. 7 (début 1806, pub. 1806) - (I. Adagio-Allegro, II. Siciliano. Andante, III. Rondo. Alla polacca)
  - Concerto pour violon n° 4 en si mineur, op. 10 (1805, pub. 1808)
  - Concerto pour violon n° 5 en mi bémol majeur, op. 17 (1807, pub. 1810) - (I. Allegro moderato, II. Adagio ma non troppo, III. Rondo. Allegretto)
  - Concerto pour violon n° 6 en sol mineur, op. 28 (1808/09, pub. 1813) - (I. Allegro, II. Recitativo. Andante-Allegro molto-Adagio, III. Alla spagnuola. Tempo di polacca) Ce concerto pourrait être appelé l'espagnol puisque le Rondo est fondé sur d'authentiques mélodies espagnoles. Voyez aussi le quatrième concerto pour clarinette WoO 20.
  - Concerto pour violon n° 7 en mi mineur, op. 38 (1814, pub. 1816) - (I. Allegro, II. Adagio, III. Rondo. Allegretto)
  - Concerto pour violon n° 8 en la mineur "In Form einer Gesangszene" ou "In modo di scena cantate", op. 47 (avril-mai 1816, pub. 1820) - (un seul mouvement. On y distingue tout de même : Allegro molto - Adagio - Allegro moderato) L'ouvrage a été écrit en prévision d'une tournée en Italie. La partie de violon est conçue en pensant aux prouesses des prima donna. Il voulut une partie d'accompagnement des plus simples parce que les orchestres italiens de l'époque avait une réputation exécrable. Le concerto fut un triomphe à Milan et Venise, puis en 1820 à Leipzig[28].
  - Concerto pour violon n° 9 en ré mineur, op. 55 (été 1820, pub. 1822) - (I. Allegro, II. Adagio, III. Rondo. Allegretto)
  - Concerto pour violon n° 10 en la majeur, op. 62 (été 1810, pub. 1824) - (I. Adagio-Allegro, II. Adagio, III. Rondo. Vivace)
  - Concerto pour violon n° 11 en sol majeur, op. 70 (été 1825, pub. 1827)
  - Concerto pour violon n° 12 en la majeur (Concertino n° 1) op. 79 (avril-mai 1828, pub. 1829) - (Andante grave - Larghetto con moto - Alla polacca)
  - Concerto pour violon n° 13 en mi majeur, op.92, (mai-juin 1835, pub. 1837)
  - Concerto pour violon n° 14 en la mineur "Sonst und jetzt", op. 110 (février 1839, pub. 1840)
  - Concerto pour violon n° 15 en la mineur, op. 128 (juin-novembre 1844, pub. 1846)[29]

#### Autres œuvres avec violon
- Pot-pourri pour violon et orchestre, op. 23
- Grande Polonaise pour violon et orchestre, op. 40 (1817)
- Pot-pourri über irische Volkslieder pour violon et orchestre, op. 59 (1823)
- Mouvement de concerto pour violon en ré majeur [Konzertsatz], WoO 16

- 2 Concertantes pour 2 violons et orchestre
  - n° 1 Concertante pour 2 violons, op. 48 (1808)
  - n° 2 Concertante pour 2 violons, op. 88 (1833)
- Concerto pour violon, violoncelle et orchestre, en ut majeur, WoO 11 (1803)
- Pot-pourri pour violon, violoncelle et orchestre, op. 64
- 2 Concertantes pour violon, harpe et orchestre
  - n° 1 Concertante pour violon et harpe en sol majeur, WoO 13 (1806)
  - n° 2 Concertante pour violon et harpe en mi mineur, WoO 14 (1807)
- Concerto avec quatuor à cordes en la mineur, op. 131 (1845) (I. Allegro moderato - II. Attacca, Adagio - III. attacca, Rondo. Allegretto)

#### Concertos pour clarinette
- 4 concertos pour clarinette[30]
  - Concerto pour clarinette n° 1 en ut mineur, op. 26 (I. Adagio-Allegro, II. Adagio, III. Rondo. Vivace) (1808)
  - Concerto pour clarinette n° 2 en mi-bémol majeur, op. 57 (1810) (I. Allegro, II. Adagio, III. Rondo alla Polacca)
  - Concerto pour clarinette n° 3 en fa mineur, WoO 19 (I. Allegro moderato, II. Adagio, III. Vivace non troppo) (1821)
  - Concerto pour clarinette n° 4 en mi mineur, WoO 20 (I. Allegro vivace, II. Larghetto, III. Rondo al Espagnol) (1828)

#### Autres œuvres avec clarinette
- Variations sur une thème d'« Alruna » pour clarinette et orchestre en si-bémol majeur, WoO 15 (1809)
- Pot-Pourri en fa majeur, sur des thèmes de l'opéra Das unterbrochene Opferfest [Le Sacrifice interrompu] de Peter von Winter[31] pour clarinette et orchestre, op. 80 (1811) (I. Larghetto, II. Allegro-Allegretto)
- Fantaisie et variations sur un thème de Danzi pour clarinette et orchestre en si-bémol majeur, op. 81 (1814)
- Romance pour clarinette & piano.

### Œuvres pour orchestre

#### Symphonies
- 10 symphonies (la dernière inachevée)
  - Symphonie n° 1 en mi-bémol majeur, op. 20 (1811) - (I. Adagio. Allegro, II. Larghetto con moto, III. Scherzo. Allegro, IV. Finale. Allegretto)
  - Symphonie n° 2 en ré mineur, op. 49 (Londres, mars 1820) - (I. Allegro, II. Larghetto, III. Scherzo. Presto, IV. Finale. Vivace)
  - Symphonie n° 3 en ut mineur, op. 78 (1827-mars 1828, création Kassel, avril 1828 - éd. Bärenreiter, Kassel) - (I. Andante - Grave. Allegro, II. Larghetto, III. Scherzo - Trio, IV. Finale. Allegro)
  - Symphonie n° 4 « Die Weihe der Töne » [La consécration du son] (1832) - (I. Largo - Allegro, II. Andantino - Allegro, III. Tempo di Marcia - Andante maestoso - (Ambrosian Ode), IV. Larghetto - Allegretto)
  - Symphonie n° 5 en ut mineur, op. 102 (1837) - (I. Andante. Allegro, II. Larghetto, III. Scherzo, IV. Presto)
  - Symphonie n° 6 en sol majeur « Historische Sinfonie im Stil und Geschmack vier verschiedener Zeitabschnitte » [Symphonie Historique], op. 116 (1839) - Chacun des mouvements est dédié à l'imitation des styles de musiques passées : I. Bach - Handel'sche Periode, 1720 Largo - Grave, II. Haydn - Mozart'sche Periode, 1780 Larghetto, III. Beethoven'sche Periode, 1810 Scherzo, IV. Allerneueste Periode, 1840 Allegro vivace. - Dans le premier mouvement Spohr utilise la fugue en ut mineur du Clavier bien Tempéré et une atmosphère proche de la Pastorale du Messie. Dans le second, les modèles sont les symphonies 38 et 39 de Mozart. Dans le troisième, le modèle est emprunté à la Septième symphonie de Beeethoven. Enfin, le style du dernier tourne à la satire d'Adam ou Auber et notamment l'ouverture de La Muette de Portici que Spohr dirigea de nombreuses fois à Cassel. On peut se demander pourquoi Spohr a recherché ce Finale incongru et bizarre.
  - Symphonie n° 7 « Irdisches und Göttliches im Menschenleben » [Le terrestre et le divin dans la vie humaine] pour 2 orchestres (1841) - (I. « Kinderwelt ». Adagio - Allegro, II. "Zeit der Leidenschaften". Larghetto - Allegro moderato, III. "Endilcher Sieg des Gottlichen". Presto)
  - Symphonie n° 8, op. 137 (1847) - (I. Adagio, II. Poco Adagio, III. Scherzo. Allegretto, IV. Finale. Allegro)
  - Symphonie n° 9 « Die Jahreszeiten » [Les Saisons] si mineur, op. 143 (1849/50) - (I. « Der Winter » (L'hiver). Allegro maestoso, II. « Der Ubergang zum Fruhling » (Transition vers le printemps). L'istesso tem, III. « Der Fruhling » (Le printemps). Moderato, IV. « Der sommer » (L'été). Largo, II. "Einleitung zum Herbst" (Prélude à l'automne). Allegro vivace, III. "Der Herbst" (L'automne). L'istesso tempo)
  - Symphonie n° 10 en mi-bémol majeur, WoO 8 (achevé en 1857, mais retiré) - (I. Allegro, II. Larghetto, III. Scherzo. Allegretto, IV. Finale. Allegro).

#### Marches et ouvertures
- Ouverture, op. 12 (1807)
- Grande ouverture de concert en fa majeur, WoO 1 (1819)
- Festmarsch en ré majeur, WoO 3 (1825)
- Introduction pour orchestre en ré majeur, WoO 5 (1830)
- Valse pour orchestre en la majeur "Erinnerung an Marienbad", op. 89 (1833)
- Ouverture de concert "im ernsten Stil", op. 126 (1842)

### Musique de chambre

#### Harpe seule
- Fantaisie en ut mineur pour harpe, op. 35 (1807)[32]
- Variations sur « Je suis encore dans mon printemps » de Méhul, pour harpe, en fa majeur, op. 36 (1807)
- Fantaisie en ut mineur pour harpe, op. 53

#### Duos violon et harpe
- 6 Sonates pour violon et harpe (ou violoncelle et harpe ou piano)
  - Sonate pour violon et harpe en si-bémol majeur, op. 16 (1806) (I. Allegro, II. Adagio, III. Rondo. Allegretto)
  - Sonate concertante pour violon et harpe no 1 en ut mineur, WoO 23 (vers 1805) - (I. Adagio - Allegro vivace, II. Andante - Allegro)
  - Sonate concertante pour violon et harpe no 2 en mi-bémol majeur, op. 113 (1806)
  - Sonate concertante pour violon et harpe no 3 en ré majeur, op. 114 (1811) - (I. Allegro vivace, II. Andante. Pot-pourri sur des thèmes de La Flûte enchantée)
  - Sonate concertante pour violon et harpe no 4 en ré majeur, op. 115 (1809) - (I. Allegro brillante, II. Adagio, III. Rondo. Allegretto)

- Duos violon et harpe (ou flûte et harpe ou piano)
  - Pot-pourri sur des thèmes de « La Flûte enchantée » de Mozart, en fa-dièse mineur, op. 50 (1820)
  - Fantaisie sur des airs de « Der Alchymist », op. 117
  - Fantaisie sur des thèmes de Haendel et Vogler, op. 118 (1814)
  - 6 Duettino, op. 127 (1843)
  - 6 Pièces, op. 135

#### Trio avec harpe
- Trio pour harpe en mi mineur, violon et violoncelle, WoO 28 (1806) (I. Allegro - II. Andante con moto - III. Rondo. Allegretto)

#### Duos avec violon
- 18 Duos pour 2 violons
  - 3 Duos WoO 21 (1796)
  - Duo WoO 22
  - Duos op. 3 (1802/05)
  - 2 Duos concertants, op. 9 (1807) : no 1 en ut majeur (I. Allegro, II. Poco Adagio, III. Allegro) et no 2 en la majeur (I. Allegro vivace, II. Rondo. Allegretto)
  - 3 Grands Duos op. 39 (1816) :  no 1 en ré mineur, no 2 en mi-bémol majeur, no 3 en mi majeur.
  - 3 Duos concertants, op. 67 (1824) : no 1 en la mineur (I. Allegro, II. Andante, III. Rondo. Vivace), n° 2 en ré majeur (I. Allegro, II. Larghetto, III. Rondo. Vivace), no 3 en sol mineur (I. Allegro, II. Tempo di menuetto et variations)
  - Grands Duos en fa majeur, op. 148 - Cahier de variations sur l'air "Je suis encore dans mon printemps" op. 36 (1856)
  - Grands Duos en ré majeur, op. 150 (1856)
  - Grands Duos en ut majeur, op. 153 (I. Allegro, II. Andante, III. Menuet, IV. Rondo. Allegretto)
- Grand Duo pour violon et alto en mi mineur, op. 13 (1808)
- Sonate pour violon avec accompagnement de contrebasse

#### Duos violon et piano
- 3 Duos Concertants
  - Duo concertant pour violon et piano en sol mineur, op. 95 (1836)
  - Duo concertant pour violon et piano en fa majeur "Échos d'un voyage à Dresde et en Suisse saxonne", op. 96 (1836)
  - Duo concertant pour violon et piano en mi majeur, op. 112 (1837)

#### Trios
- 5 Trios avec piano
  - no 1 en mi mineur, op. 119 (1841) - (I. Moderato, II. Larghetto, III. Scherzo, IV. Finale. Vivace)
  - no 2 en fa majeur, op. 123 (1842) - (I. Allegro moderato, II. Larghetto, III. Scherzo, IV. Finale. Vivace)
  - no 3 en la mineur, op. 124 (automne 1842, éd. Schuberth 1843) - (I. Allegro moderato, II. Andante con variazioni, III. Scherzo, IV. Finale. Presto)
  - no 4 en si-bémol majeur, op. 133 (été 1846) - (I. Allegro, II. Menuetto, III. Poco adagio, IV. Finale. Presto)
  - no 5 en sol mineur, op. 142 (octobre 1849, éd. Schuberth 1852) - (I. Allegro vivace, II. Adagio, III. Scherzo, IV. Finale. Allegro molto)

#### Violon et trio à cordes
- Variations en la majeur pour violon et trio à cordes, op. 6 (1805) (I. Introduction. Adagio - Thème. Andante più Allegretto - II. Variations 1-4)
- Variations en ré mineur pour violon et trio à cordes, op. 8 (1806) (I. Introduction. Adagio - Thème. Andante - Var. 1 : Più Allegro - Var. 2 : Più lento - Var. 3 : Minore Adagio - Var. 4 : Tempo I)

#### Quatuors à cordes
- 36 quatuors à cordes
  - 2 Quatuors, op. 4 (1807)
    - Quatuor no 1 en ut majeur (I. Allegro spiritoso, II. Menuetto. Allegretto, III. Adagio, IV. Allegro)
    - Quatuor no 2 en ut mineur (I. Allegro moderato, II. Poco adagio, III. Scherzo. Allegro, IV. Finale : Rondo. Vivace)

  - Quatuor no 3 "Brillant" en ré mineur, op. 11 (1807) - (I. Allegro moderato, II. Adagio, III. Rondo)
  - 2 Quatuors op. 15 (1808)
    - Quatuor no 4 en mi-bémol majeur (I. Allegro vivace, II. Andante, III. Menuetto. Allegretto, IV. Rondo. Presto)
    - Quatuor no 5 en ré majeur (I. Allegro moderato, II. Scherzo. Allegro vivace, III. Finale : Largo - Allegro molto)

  - Quatuor no 6 en sol mineur, op. 27 (1812). Avec contrebasse. (I. Allegro moderato, II. Adagio, III. Menuetto. Allegretto, IV. Finale. Vivace)
  - 2 Quatuors, op. 29 (1813/15)
    - Quatuor no 7 (I. Allegro, II. Andante con Variazioni, III. Scherzo. Moderato, IV. Finale. Vivace)
    - Quatuor no 8 (I. Allegro, II. Adagio, III. Menuetto. Un poco Allegretto, IV. Finale. Vivace)

  - Quatuor no 10, op. 33 (1815)
  - Quatuor no 11 en mi majeur "Brillant", op. 43 (1817) - (I. Allegro, II. Adagio, III. Tempo di minuetto. Un poco vivace)
  - 3 quatuors, op. 45 (1818)
    - Quatuor no 12 en ut mineur (I. Allegro, II. Scherzo. Vivace, III. Andante Grazioso, IV. Finale. Presto)
    - Quatuor no 13 en mi mineur (I. Allegro vivace, II. Larghetto, III. Menuetto. Moderato, IV. Finale. Vivace)
    - Quatuor no 14 fa mineur (I. Adagio - Allegro vivace, II. Adagio, III. Scherzo. Presto, IV. Finale. Vivace)

  - 3 quatuors, op. 58 (1821)
    - Quatuor no 16 en mi-bémol majeur (I. Allegro vivace, II. Adagio, III. Scherzo, IV. Rondo. Vivace)
    - Quatuor no 17 la mineur (I. Moderato, II. Andante con variazioni, III. Scherzo vivace, IV. Rondo all 'Espagnola)
    - Quatuor no 18 sol majeur

  - Quatuor no 19 en la majeur "Brillant", op. 68
  - 3 quatuors, op. 74 (1826)
    - Quatuor no 20 en la mineur (I. Allegro vivace, II. Larghetto con moto, III. Scherzo, IV. Rondo. Allegretto)
    - Quatuor no 21 en si bémol majeur (I. Allegro vivace, II. Larghetto, III. Allegretto con variazioni, IV. Finale. Allegretto)
    - Quatuor no 22 en ré mineur

  - 3 quatuors, op. 82 (1828/29)
    - Quatuor no 23 en mi majeur (I. Allegro, II. Adagio, III. Alla Polacca. Moderato, IV. Finale. Allegro)
    - Quatuor no 24 en sol majeur (I. Allegro, II. Andante, III. Scherzo. Vivace, IV. Finale. Andante - Allegro)
    - Quatuor no 25 en la mineur

  - Quatuor no 26 en mi-bémol majeur "Brillant", op. 83
  - 3 Quatuors op. 84 (1832)
    - Quatuor no 27 en ré mineur (I. Allegro vivace, II. Larghetto, III. Scherzo, IV. Finale. Allegro)
    - Quatuor no 28 en la majeur (I. Allegro, II. Adagio, III. Scherzo, IV. Rondo. Allegretto)
    - Quatuor no 29 en si mineur (I. Allegro, II. Menuetto. Moderato, III. Adagio, IV. Finale. Allegretto)

  - Quatuor no 30 "Brillant" en la majeur, op. 93 (I. Andante - Allegro, II. Larghetto, III. Rondo. Allegretto)
  - Quatuor no 31 en la majeur, op. 132
  - Quatuor no 32 en ut majeur, op. 141 (I. Allegro moderato, II. Larghetto, III. Scherzo. Allegro, IV. Finale. Presto)
  - Quatuor no 33 en sol majeur, op. 146
  - Quatuor no 34 en mi-bémol majeur, op. 152 (été 1857) - (I. Adagio - Allegro, II. Larghetto con moto, III. Menuetto, IV. Finale. Allegro)
  - Quatuor no 35 en mi-bémol majeur, op. 155
  - Quatuor no 36 en sol majeur, op. 157

#### Quintettes à cordes
- 7 Quintettes à cordes pour 2 violons, 2 altos et violoncelle
  - Quintette no 1 en mi-bémol majeur, op. 33 n° 1 (août 1814) - (I. Allegro, II. Larghetto, III. Minuetto - Moderato, IV. Finale. Allegretto)
  - Quintette no 2 en sol majeur, op. 33 n° 2 (fin 1813) - (I. Allegro, II. Scherzo, III. Andante con Variazioni, IV. Finale. Allegro)
  - Quintette no 3 en si mineur, op. 69 (1826) - (I. Allegro, II. Scherzo, III. Adagio, IV. Rondo)
  - Quintette no 4 en sol mineur, op. 91 (1834) - (I. Allegro - II. Larghetto - III. Menuetto - Scherzo. Presto - IV. Finale. Presto)
  - Quintette no 5 en sol mineur, op. 106 (1838) - (I. Allegro moderato, II. Larghetto, III. Scherzo, IV. Finale pastorale. Allegro molto)
  - Quintette no 6 en mi mineur, op. 129 (février/mars 1845) - (I. Allegro, II. Scherzo. Vivace, III. Adagio, IV. Finale. Presto)
  - Quintette no 7 en sol mineur, op. 144 (1854) - (I. Allegro moderato, II. Larghetto, III. Menuetto, IV. Finale. Allegro moderato)

#### Autres œuvres de chambre
- Quintette avec piano en ut mineur, op. 130 (I. Allegro moderato, II. Scherzo, III. Adagio, IV. Finale. Vivace)
- Quintette en ut mineur, pour flûte, clarinette, cor, basson et piano, op. 52 (1820)
- Quintette en ut mineur, pour piano et quatuor à cordes, op. 53 (transcription de l'opus précédent par Spohr lui-même)
- Fantaisie et variations sur une thème de Danzi en si-bémol majeur, pour clarinette, quatuor à cordes et contrebasse, op. 81
- Pot-pourri sur des thèmes de Mozart en si-bémol majeur, pour violon, quatuors à cordes et contrebasse, op. 22 (1807) (I. Adagio con espressione - II. Allegretto - III. Andante con espressione - IV. Allegretto - V. Allegretto)
- Sextuor en ut majeur, pour 2 violons, 2 altos et 2 violoncelles, op. 140 (1848) (I. Allegro moderato - II. Larghetto - III. Scherzo. Moderato - IV. Finale. Presto - Scherzo. Moderato - Presto - Scherzo. Moderato - Prestissimo)
- Septuor en la mineur, pour flûte, clarinette, basson, cor, violon et violoncelle et piano, op. 147 (1853)
- Octuor en mi majeur, pour quintette à cordes, contrebasse, clarinette et 2 cors, op. 32 (1814). Les parties pour les 2 cors sont fort virtuoses. L'Andante, en forme de variations, utilise de thème de Haendel le joyeux forgeron. - (I. Adagio - Allegro, II. Menuetto. Allegro, III. Andante con Variazioni, IV. Finale. Allegretto)

- 4 Double Quatuors à cordes
  - no 1 en ré mineur, op. 65 (1823) - (I. Allegro, II. Scherzo. Vivace, III. Larghetto, IV. Allegretto molto)
  - no 2 en mi-bémol majeur, op. 77 (1827) - (I. Allegro vivace, II. Menuetto - Trio, III. Larghetto con moto, IV. Allegretto)
  - no 3 en mi mineur, op. 87 (1833) - (I. Adagio – Allegro, II. Andante con variazioni, III. Scherzo. Allegro, IV. Finale. Allegro molto)
  - no 4 en sol mineur, op. 136 (1847) - (I. Allegro, II. Larghetto, III. Scherzo. Moderato - Trio, IV. Finale. Vivace)
- Nonette en fa majeur pour violon, alto, violoncelle, contrebasse, flûte, hautbois, clarinette, cor et basson, op. 31 (1813). Une des œuvres les plus connues du répertoire. (I. Allegro, II. Scherzo. Allegro - Trio. Adagio, IV. Finale. Vivace)
- Notturno für Harmonie und Janitscharenmusik [Notturno pour vents et janissaire] en ut majeur, op. 34 (1815) (I. Marcia. Moderato - II. Menuetto. Allegro - III. Andante con variazioni - IV. Polacca - V. Adagio - VI. Finale. Vivace)

### Lieder
Spohr a composé environ cent lieder.

#### Avec opus
- 6 Lieder op. 25 (1809)
  - no 1 Wiegenlied ("Eya popeya, so leise, so lind, wieg dich in Schlummer") (Karl Emil Konstantin von Goechhausen)
  - no 2 Schottisch Lied ("Mir ist, als müßt' ich dir was sagen") (chant populaire)
  - no 3 Gretchen ("Meine Ruh' ist hin") (Goethe) - C'est sur le même poème que Schubert composera son lied cinq ans plus tard.
  - no 4 Lied der Freude
  - no 5 Zigeunerlied ("Im Nebelgeriesel, im tiefen Schnee") (Goethe)
  - no 6 Das Schiffermadchen

- 6 Lieder op. 37 (1815/16)
  - n° 1 Mignons Lied ("Kennst du das Land, wo die Zitronen blühn") (Goethe)
  - n° 2 Lebenslied ("Schnell geniesst die schnellen Stunden") (Heinrich Schmidt)
  - n° 4 Getrennte Liebe ("Der Liebe bangen Sorgen erbleicht der Freude Strahl!") (Heinrich Schmidt)
  - n° 5 Liebesschwarmerei
  - n° 6 Lied beim Rundetanz [Chant de ronde] ("Auf! es dunkelt; silbern funkelt") (Johann Gaudenz Freiherr von Salis-Seewis)

- 6 Lieder op. 41 (1815/16)
  - n° 1 Des Mädchens Sehnsucht ("Das Herz ist gewachsen. Es pocht in der Brust") (Johann Friedrich Kind)
  - n° 2 Lied aus Aslauga de Ritter ("Ach, wär' ich nur ein Vögelein!") (La Motte-Fouqué)
  - n° 3 An Mignon ("Über Tal und Fluss getragen zieht rein der Sonne Wagen!") - L'un des plus beaux lied de Spohr.
  - n° 4 Klagelied von den drei Rosen ("Drei Rosen hielt ich in Händen") (Christian Karl Ernst Wilhelm Buri)
  - n° 5 Der erste Kuss
  - n° 6 Vanitas! Vanitatum Vanitas ("Ich hab' meine Sach' auf nichts gestellt, juchhe!") (Goethe)

- 6 Lieder op. 72 (1826)
  - n° 1 Frühlingsglaube [Foi printanière] ("Die linden Lüfte sind erwacht") (Johann Ludwig Uhland)
  - n° 2 Schifferlied der Wasserfee
  - n° 3 Ghasel ("Wer hätte sie gesehn und nicht auch sie geliebt?") (Adil)
  - n° 4 Beruhigung [Apaisement] ("Du armes Herz") (Anonyme)
  - n° 5 An Rosa Maria ("Du gabst mir längst dein schönes Herz") (Amalia)
  - n° 6 Schlaflied [Berceuse] ("Ruhe, Süßliebchen, im Schatten") (Johann Ludwig Tieck)

- op. 92 (1835/36)
  - n° 2  Bitte, bitte! ("Bitte, bitte! einen Blick aus den holden blauen Augen") (Heinrich Schmidt)

- op. 94 (1835/36)
  - n° 3 Der Bleicherin Nachtlied ("Wellen blinkten durch die Nacht") (Robert Reinick)
  - n° 4 Ungeduld ("Ich schnitt es gern in alle Rinden ein") (Wilhelm Müller)
  - n° 5 Schwermut ("Als mein Leben voll Blumen hing") (Siegfried August Mahlmann)

- op. 101 pour voix et piano à quatre mains (1837)
  - n° 1 Frühlingsglocken ("Schneeglöckchen tut läuten!") (Robert Reinick)
  - n° 2 Sangeslust ("Das Vöglein singt den ganzen Tag") (Julius Eberwein)
  - n° 3 Nichts Schöneres ("Als ich zuerst dich hab' gesehn") (Robert Reinick)
  - n° 4 Trostlos ("Der Regen rasselt, es saust der Sturm") (Alb. vom Hochwald)
  - n° 5 Schweigen ist ein schönes Ding (Robert Reinick)

- Sechs deutsche Lieder für eine Singstimme, Klarinette und Klavier, op. 103 [6 Lieder allemands pour voix, clarinette et piano] (1837). - On ignore si Spohr a eu connaissance du "Pâtre sur le Rocher" de Schubert, publié à Vienne en 1830, mais le recueil est sans doute le plus abouti du compositeur.
  - n° 1 Sei still mein Herz [Calme-toi, mon cœur] ("Ich wahrte die Hoffnung tief in der Brust") (Schweitzer)
  - n° 2 Zwiegesang [Duo] ("Im Fliederbusch ein Vöglein saß") (Robert Reinick)
  - n° 3 Sehnsucht [Ardent désir] ("Ich blick in mein Herz und ich blick in die Welt") (Emanuel von Geibel)
  - n° 4 Wiegenlied [Berceuse] ("Alles still in süßer Ruh") (Hoffmann von Fellersleben)
  - n° 5 Das heimliche Lied [Le chagrin secret] ("Es gibt geheime Schmerzen") (Ernst Koch)
  - n° 6 Wach auf ! [Eveille toi !] ("Was stehst du lange und sinnest nach?") (anonyme)

- op. 105 pour soprano, ténor et piano (1838)
  - n° 1 Zu Augsburg steht ein hohes Haus (Andreas Christian Kerner, dit Justinus Kerner)
  - n° 2 Der Rosenstrauch ("Das Kind schläft unter dem Rosenstrauch") (Edouard Ferrand)
  - n° 3 Das Ständchen ("Was wecken aus dem Schlummer mich") (Johann Ludwig Uhland)
  - n° 5 Des Mädchens Klang ("Ich bin so bleich, du bist so rot") (Karl Friedrich, Freiherr von Schweitzer) (Christoph August Tiedge)

- op. 107 pour soprano, ténor et piano
  - n° 1 Liebesfragen ("Sag wie kann man Lieb' erkennen?") (H. Schulz) (1838)
  - n° 2 Wechselgesang ("Wer lässt hier so lieblich, wer lässt so allein")

- op. 108 pour deux soparano et piano (1838)
  - n° 1 Abendlied "Die stille Nacht heisst niedre Sorgen schweigen" (Johann Friedrich Rochlitz)
  - n° 3 Ruhe ("Wenn im letzten Dämmrungsstrahle") (Gottl. von Deuern)

- An Sie am Klavier ("Pulse, höret auf zu schlagen"), op. 138 (Karl Johann Ritter Braun von Braunthal)

- op. 139 (1848)
  - n° 4 Lied aus dem Mährlein von der Wasserfee ("Über die Wellen zieht zagend und trauernd") (Mathilde Beckmann-Raven)
  - n° 5 Was mir wohl übrig bliebe (August Heinrich Hoffmann von Fallersleben)

- Sechs Lieder für Bariton mit Begleitung von Violine und Klavier, op. 154 [6 Lieder pour voix et accompagnement de violon et piano] (1856)
  - n° 1 Abend-Feier [Soir de fête] "Leise schleich' ich mich am Abend" (H. Mahn)
  - n° 2 Jagdleid [Chant de chasse] "Seht ihr's dort funkeln in rötlicher Pracht?" (Friedrich Spohr, 1776–1840[34])
  - n° 3 Töne [Harmonie des sons] « Worte hab' ich nicht, um dir zu sagen » (R. Otto)
  - n° 4 Erlkönig [Le Roi des aulnes] « Wer reitet so spät durch Nacht und Wind? » (Goethe)
  - n° 5 Der Spielmann und deine Geige [Le ménestrel et son violon] « Vor Gottes Aug', dem Abendrot, » (Höppe)
  - n° 6 Abendstille [Le calme du soir] « Der Tag hat sich zur Ruh' gelegt » (Johann Koch)

#### Lieder sans opus
- Lied des verlassen Madchens, WoO 90
- Nachgefühl ("Wenn die Reben wieder blühen") (Goethe), WoO 91 (1819)
- Der Erbvertrag : Was treibt den Waidmann in den Wald, pour soprano, cor et harpe ("Lied der Emma"), WoO 92 (1825)
- Das Wirsthaus zu ("Im Wirsthaus geht es aus und ein") (Adolf von Marées), WoO 93 (1836)
- Mitternacht ("Die Wolken ziehen schwarz und hoch") (Franz Ferdinand von Dingelstedt), WoO 97 (1838)
- Jenseits ("Wo blüht das Tal wo Liebe sich ew'ge Kränze flicht?") (F. Bobrich) pour soprano, ténor et piano, WoO 98 (1838)
- Unterwegs ("In die blaue Luft hinaus einen stillen Gruss nach Haus"), WoO 101 (1839)
- Lied ("Singet die Nachtigall im dunkeln Wald") (Joseph Christian Freiherrn von Zedlitz), WoO 105 (1841)
- Wolle Keiner mich fragen (Emanuel von Geibel), WoO 106 (1842)
- Tränen ("Was ist's, o Vater, was ich verbrach") (Adelbert von Chamisso), WoO 108 (1842)
- Gruss ("Immortelle! bring' mein "gute nacht" ihr hin") (Karl Johann Ritter Braun von Braunthal), WoO 110 (1843)
- Mein Vaterland ("Treue Liebe bis zum Grabe schwör' ich dir mit Herz und Hand") (August Heinrich Hoffmann von Fallersleben), WoO 111 (1844)
- Ermutigung ("Freudig zum Himmel auf blicke mein Herz!") (Karl Friedrich, Freiherr von Schweitzer), WoO 112 (1845)
- Sehnsucht ("Überall in dem All, mag ich liegen oder stehen") (Daniel E. Meier), WoO 114 (1845)
- Mein Heimatland ("Wo reiner Liebe gold'ne Strahlen") pour 2 sopranos et piano, WoO 116 (1847)

- WoO 117 pour 2 soprano et piano (1849)
  - n° 1 Ermunterung ("Der Vogel steigt, ein verkörpertes Lied") (Karl Egon Ebert)
  - n° 2 Sonntagsfrühe ("Feierlicher Glockenklang hallet durch die stillen Felder") (Adolph Lange)

- WoO 119 (1850)
  - n° 1 Zuleikha ("Nicht mit Engeln im blauem Himmelszelt") (Friedrich von Bodenstedt, d'après Mirzä Šäfi Vazeh)
  - n° 2 Trinklied ("Füllt mir das Trinkhorn! reicht es herum!") (Friedrich Martin von Bodenstedt)
  - n° 3 Fatima beim Saitenspiel ("Deine Finger rühren die Saiten") (Friedrich Martin von Bodenstedt)

- Erwartung ("Komm in den Garten! Ich harre dein") (Karl Johann Friedrich Franz Bassewitz), WoO 121 (1853)
- Die verschwiegene Nachtigall ("Unter den Linden") (Walther von der Vogelweide), WoO 126
- Neue Liebe, neues Leben ("Herz, mein Herz, was soll das geben?") (Goethe), WoO 127 (1858)

### Œuvres pour la scène

#### Opéras
- Faust (1813, Créations : Prague 1er septembre 1816 et Covent Garden de Londres 15 juillet 1852 - Opéra en 2 actes, livret de Joseph Carl Bernard d'après Vie, actions et descente en enfer de Faust (1792) de Friedrich Maximilian Klinger, 1752-1831) WoO 51. L'ouverture a été publiée comme op. 60 en 1823. La révision de 1852 découpe l'œuvre en 3 actes et remplace les dialogues par des récitatifs.
- Zémire et Azor (Francfort, 4 avril 1819 - opéra en 2 actes, livret de Johann Jakob Ihlée d'après Jean-François Marmontel) WoO 52
- Jessonda (1821 - création : Cassel, 28 juillet 1823 - Opéra en 3 actes, livret d'Eduard Heinrich Gehe d'après d'une tragédie d'Antoine-Marin Lemierre (1723-1793) La veuve du Malabar, ou l'Empire des coutumes de 1780) WoO 53. L'ouverture est publiée comme op. 63 en 1824.
- Die Prüfung [L'examen] (Gotha 1806, opérette en 1 acte, d'après Eduard Henke), WoO 48. L'ouverture est publiée sous l'op. 15 en 1809.
- Alruna die Eulenkönigin [Alruna, la Reine des chouettes] (Weimar 1808 - opéra en 3 actes) WoO 49. L'ouverture est publiée sous l'op. 21.
- Die Kreuzfahrer [Les Croisés] (1845 - Opéra en 3 actes livret de Johann Friedrich Schink d'après Kotzebue), WoO 50
- Der Berggeist [L'Esprit de la montagne] (Cassel, 24 mars 1825 - Opéra en 3 actes, livret de Georg Chr. W. A. Döring d'après Karl August Musäus) WoO 54 (Ouverture op. 73).
- Pietro von Abano (Cassel, 13 octobre 1827 - Opéra en 2 actes, livret de Karl Pfeiffer d'après Ludwig Tieck), WoO 56 (Ouverture, op. 76).
- Der Alchymist (Cassel, 28 juillet 1830 - Opéra en 3 actes, livret de Karl Pfeiffer d'après Washington Irving), WoO 57
- Der Zweikampf mit der Geliebten [Le Duel avec l'aimée] (Hambourg, 1811, Singspiel en 3 actes)
- Der Sturm von Missolunghi (1826).
- Der Matrose (1838)

#### Autres œuvres pour le théâtre
- "O neu Gefühl [...] O Welt", Aria de Amazili de Jessonda, WoO 79 (vers 1825). L'orchestration a été perdue.
- Lied zum Schauspiel Die beiden Galeerensklaven (Karl Gottfried Theodor Winkler) pour soprano, chœur et orchestre, WoO 66 (1824)
- Ouverture et 8 numéros pour le Macbeth de Shakespeare, WoO 55. L'ouverture est publiée sous l'op. 75 (1825)
- "Gebet vor der Schlacht" pour le drame de von Missolunghi pour 5 Männerstimmen, WoO 83 (vers 1826)
- Ouverture, Der schwarze Jäger, WoO 152 (1818)

### Oratorios
- Das jüngste Gericht [Le Jugement dernier], WoO 60 (14 août 1812). Commandé par le Gouverneur français de Erfurt pour l'anniversaire de Napoléon. Avant d'écrire cette œuvre Spohr a longuement étudié le Traité de la fugue et du contrepoint (1753) de  Marpurg (1718-1795), puisqu'il était d'usage à l'époque que les oratorios comportassent une fugue. Spohr jugeant l'œuvre trop impersonnelle en a refusé la publication.
- Die Letzten Dinge [L'Apocalypse] pour quatuor de solistes, chœur et orchestre, WoO 61 (1826) - Le livret est de Friedrich Rochlitz sur des textes de St Jean et d'Ezéchiel.
- Des Heilands letzte Stunden [Les Dernières Heures du Sauveur], WoO 62 (1835) - Le livret est un poème de Rochlitz publié en 1806.
- Der Fall Babylons [La Chute de Babylone], WoO 63 (1840 - création : Festival de Nowich, 1842) - Texte de Daniel. L'œuvre est le fruit d'une commande passée lors d'une tournée du musicien en Angleterre en 1839.

### Psaumes - Hymnes
- 3 Psaumes pour solistes et double chœur a cappella, op. 85 (1832) - Psaumes 8, 23 et 130.
- Hymne pour soprano, chœur et orgue, op. 97 (22 novembre 1823)
- Gott, du bist Gross [Dieu, tu es grand], op. 98 pour solistes, chœur et orchestre (1836/38)
- Vater Unser, cantate pour soli, chœur et orchestre (mai 1829)

### Messe
- Messe pour 5 solistes et 2 chœurs a cappella en ut mineur, op. 54 (1821)

### Arrangements
- Vincenz Schuzter, Tempo di Polacca en la majeur pour guitare-violoncelle[35] (ou violon ou flûte) et guitare, extrait de l'opéra Faust, acte II (Danse pantomime).

### Œuvres perdues
- Introduction en ré mineur, pour la tragédie en trois actes "Helden Missolunghis" de Wilhelm Ehlers, WoO 4 (1830)

## Œuvres d'autres compositeurs inspirés par Spohr
- Beethoven, Kurz ist der Schmerz canon à 3 voix, en fa majeur, pour Louis Spohr, WoO 166 (1815)
- Liszt, Die Rose, Romance d'après l'opéra Zémir et Azor, pour piano S. 571 (1876)
- Busoni, Introduction & Elegie, B 110 (1879/81)

## Hommages
L'astéroïde (7625) Louisspohr est nommé en son honneur.

### Discographie sélective
Concertos
- Concertos pour violon & Orchestre n° 7 & n°12 - Nishizaki (de), violon / Orchestre Philharmonique de Chambre de Bratislava, dir. Libor Pesek (1985 - Naxos)
- Concerto pour violon & Orchestre n° 8 « In modo di scena cantate » (1816) - Hilary Hahn, violon / Orchestre Symphonique de la Radio suédoise, Dir. Eiji Oue (2006 - DGG 477 623-2)
- Concerto pour violon & Orchestre n° 8 « In modo di scena cantate » (1816) + Symphonie Concertante pour Violon, Harpe et orchestre + Sonate pour Violoncelle et Harpe - Pierre Amoyal, violon Marielle Nordmann, harpe / Orchestre de Chambre de Lausanne, dir. Armin Jordan (1979 & 1967 - APEX)
- Intégrale des 15 concertos pour violon - Ulf Hoelscher, violon / Rundfunk-Sinfonieorchester Berlin, dir. Christian Fröhlich (CPO 6CD)
- Intégrale des 4 Concertos pour clarinette - Leister, clarinette / Dir. Rafael Frühbeck de Burgos (Orfeo)
- Intégrale des 4 Concertos pour clarinette, Pot-pourri op. 80, Fantaisie & Variations Danzi op. 81 - Ernest Ottensamer, clarinette / Dir. Wildner (1994, 2CD Naxos)
- Krommer Double Clarinet Concerto, Spohr Clarinet Concerto Nos. 2 & 4, par Sabine Meyer et Julian Bliss (clarinette), avec l'Academy of St Martin in the Fields, dir. Kenneth Sillito (2007, EMI Classics 0946 3 79786 2 7)

Musique pour orchestre
- Symphonies n° 1 & 2 (1811 & 1820), Grande ouverture de concert en fa majeur, WoO 1 (1819) - Orchestre de la Suisse italienne, dir. Howard Shelley (2006, Hyperion CDA 67616)
- Symphonies n° 3 (1828), Ouverture de Jessonda - Orchestre symphonique de la Radio de Berlin, dir. Gerd Albrecht (1983, Schwann CD 11620)
- Symphonies n° 3 (1828) & 10 (1857), Ouverture en fa (1819) - Orchestre philharmonique de la NDR, dir. Howard Griffiths (2006/07, CPO 777 177-2)
- Symphonies n° 6 « Historique » (1839) & 9 « Les saisons » (1850) - Orchestre symphonique de la Radio Bavaroise, dir. Richenbacher (1984, Orfeo C 094-841 A)
- Ouverture op. 12 & Concerto avec quatuor à cordes op. 131 (et Nonette op. 31) Leipziger Kammerorchester, dir. Weigle (1998, MDG)
- Les 10 Symphonies + 4 Ouvertures + Valses op.89 - NDR Radiophilharmonie, dir. Howard Griffiths (2006 à 2012, 5 CD, CPO)

Musique de chambre
- Duos pour 2 violons op. 39 - Péter Csaba & Vilmos Szabadi, violons (1999 Hungaroton HCD31866)
- Duos pour 2 violons op. 9 & 153 - Péter Csaba & Vilmos Szabadi, violons (2002/05 Hungaroton HCD32356)
- 4 Doubles Quatuors à cordes - The Academy of St Martin-in-the-Fields Chamber Ensemble (1998, Hyperion CDD 22014)
- Duos Concertants pour 2 violons op. 67 - Heinz Schunk & Ulrike Petersen, violons (1996, CPO)
- Trios avec piano n° 3 & 4 - Trio Borodine (1994, Chandos CHAN-9372)
- Trios avec piano (intégrale) - Trio Beethoven de Ravensgurg (1993/94, CPO 999 246-2 / 3CD)
- Double Quatuor en ré mineur, op. 65 (1823) - Melos Ensemble (1967, Emi « Matrix 30 » 5 65995 2)
- Double Quatuor en ré mineur, op. 65 (1823), Sextuor en ut majeur, op. 140 (1848), Quintette en sol majeur, op. 33 n° 2 (1813) - L'Achibudelli & Smithsonian Chamber Players, avec Anner Bylsma (1993 - Sony SK 53370)[37]
- Quintette op. 91, Sextuor op. 140, Pot-pourri sur des thèmes de Mozart op. 22 - Academy of St Martin-in-the-Fields Chamber Ensemble (1996, Chandos)
- Septuor op. 147, Quintette avec piano op. 130 - Ensemble Villa Musica (1993, MDG)
- Nonet op. 31, Octuor op. 32 - Berliner Oktett (1982, Berlin Classics 492 048)
- Sonates pour Harpe et Violon ; Variations op.36 & Fantaisie op.35 pour Harpe - Ursula Holliger, harpe &  Thomas Füri (de), violon (1982 - Jecklin)
- Variations pour Harpe op.36 sur un thème de Méhul "Je suis encore dans mon printemps" - Nicanor Zabaleta, harpe (1964 - DG)
- Variations pour Harpe op.36 sur un thème de Méhul "Je suis encore dans mon printemps" - Emmanuel Ceysson, harpe (2012 - Naïve)
- Musique pour Violon et Harpe - Sophie Langdon, violon & Hugh Webb, harpe (1998 & 2000 - 2 CD Naxos)

Lieder
- 6 lieder op. 103, 6 lieder allemands op. 154, 6 autres lieder (op. 25 n° 2 & 5, 37 n° 6, 41 n° 3 & 6, 72 n° 6) - Dietrich Fischer-Dieskau (Baryton), Julia Varady (Soprano), H. Holl (Piano), D. Sitkovesky (violon), H. Schöneberger (clarinette) (1984, Orfeo)
- 6 lieder allemands op. 154 - Anne Sofie von Otter (mezzo), Nils-Erik Sparf (violon), Melvyn Tan (pianoforte) (2001, DG 469 074-2)

Chœur a cappella
- Messe op. 54 pour 5 solistes et deux chœurs à cinq voix a cappella, 3 Psaumes op. 85 pour solistes et deux chœurs à quatre voix a cappella - Rundfunkchor Berlin, dir. M. Gläzer & D. Knothe (1993, CPO 999 149-2)
- Messe op. 54 pour 5 solistes et deux chœurs à cinq voix a cappella, 3 Psaumes op. 85 pour solistes et deux chœurs à quatre voix a cappella - Solistes et chœur Philharmonique de Prague, Dir. Jaroslav Brych (1998, Praga + Mendelssohn)

Musique Sacrée 
- Le Jugement Dernier, oratorio de 1826 - Shirai, Lipovsek, Protschka, Hölle, chœurs et Orchestre de la Radio de Stuttgart, Dir. Gustav Kuhn (1984, Philips Classics 416 927-2)

 Opéras
- Faust, opéra en 2 actes (première version, Vienne 1813), Boje Skovhus (Faust), Franz Hawlata (Mephistopheles), Robert Swensen (Graf Hugo), Hellevi Mintinpelto (Kunigunde), Brigitte Wohlfarth (Röschen), Alfred Reiter (Gulf & Kaylinger), Rodrigo Orrego (Wohlhaldt), Martina Borst (Sycorax), Ulrich Wand (Wagner), Dir. Klaus Arp (Enregistrement public, Bad Urach Festival, 2 octobre 1993, Capriccio 60 049-2)
- Faust, opéra en 3 actes (version 1852), Jennings, Taha, Vier, von Jordis, Chor der Oper Bielefeld, Bielefelder Philharmoniker, Dir. Geoffrey Moull (CPO)
- Jessonda, opéra en 3 actes (1823), Julia Varady (Jessonda), Renate Behle (Amazili), Thomas Moser (Nadori), Kurt Moll (Daudau), Dietrich Fischer-Dieskau (Tristan d'Acunha), Peter Haage (Pedro Lopes), Dir. Gerd Albrecht (1990, Orfeo)
- L'Alchimiste, opéra en 3 actes (1832), Solistes, chœurs et Orchestre Braunschweig, Dir. Christian Fröhlich (2009, Oehms Classics)

### Éditions
- Clive Brown (établie par), Selected Works of Louis Spohr, Garland Publishing, New York, 1987-90, 10 volumes[38].

#### Bases de données et dictionnaires
- Ressources relatives à la musique :   - International Music Score Library Project
  - AllMusic
  - Bayerisches Musiker-Lexikon Online
  - Carnegie Hall
  - Discography of American Historical Recordings
  - Discogs
  - Grove Music Online
  - MusicBrainz
  - Musopen
  - Muziekweb
  - Operone
  - Répertoire international des sources musicales
  - Songkick
- Ressources relatives aux beaux-arts :   - Académie des arts de Berlin
  - Artists of the World Online
  - Bénézit
  - British Museum
  - National Portrait Gallery
  - RKDartists
- Ressources relatives au spectacle :   - Archives suisses des arts de la scène
  - Les Archives du spectacle
- Ressources relatives à l'audiovisuel :   - Filmportal
  - IMDb
- Ressource relative à la recherche :   - The Academic Family Tree
- Notices dans des dictionnaires ou encyclopédies généralistes :   - Britannica
  - Brockhaus
  - Den Store Danske Encyklopædi
  - Deutsche Biographie
  - Enciclopedia italiana
  - Enciclopedia De Agostini
  - Frankfurter Personenlexikon
  - Gran Enciclopèdia Catalana
  - Hrvatska Enciklopedija
  - Internetowa encyklopedia PWN
  - Nationalencyklopedin
  - Oxford Dictionary of National Biography
  - Store norske leksikon
  - Treccani
  - Universalis
- Notices d'autorité :   - VIAF
  - ISNI
  - BnF (données)
  - IdRef
  - LCCN
  - GND
  - Italie
  - Japon
  - CiNii
  - Espagne
  - Belgique
  - Pays-Bas
  - Pologne
  - Israël
  - NUKAT
  - Suède
  - Vatican
  - Australie
  - WorldCat